# Начално училище
Начално училище е вид училище, в което се води обучение на равнище начално образование (от 1 до 4 клас).

## България
Първото начално училище на територията на днешна България се смята, че е било това в град Търново. Създадено е през 1624 г. от архиепископ Илия Маринов и е наследено от съвременното основно училище „Петър Парчевич“. Петър Парчевич е един от първите възпитаници на това училище.
В училището има един етап и той е начален – от I до IV клас включително.